# Trafikplats Ljungarum

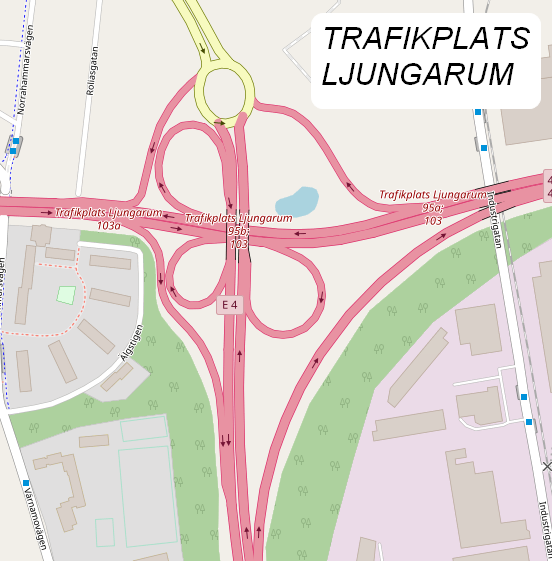
Trafikplats Ljungarum från den fria karttjänsten Openstreetmaps.

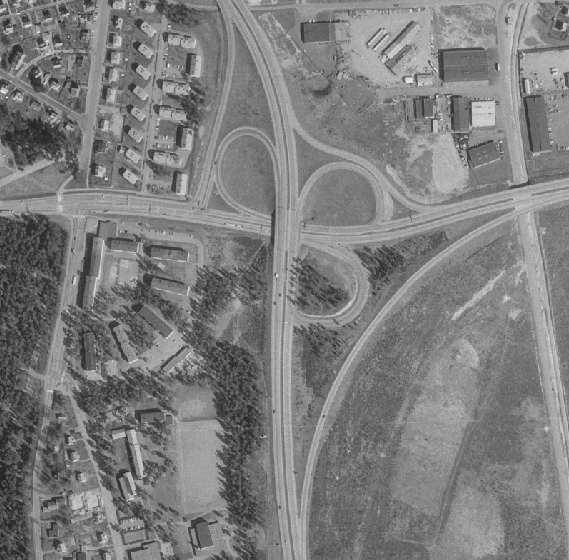
Historiskt flygfoto över trafikplatsen några år efter dess öppnande. Bilden är tagen på 1970-talet.

Trafikplats Ljungarum avfartsnummer 95, är en stor trafikplats i Jönköping där E4-trafikanter måste svänga av för att inte hamna på riksväg 40 eller i centrala Jönköping. E4 från Stockholm kommer till Ljungarum österifrån, medan E4 från Helsingborg kommer söderifrån. Riksväg 40 från Göteborg är den västliga anslutningen och i norr är det lokalväg.
E4 är motorväg i båda riktningarna. Den anslutande lokalvägen är inte längre motorväg, från 2007 men den var det en kort sträcka innan dess. Riksväg 40 är motorväg på den anslutande sträckan genom stadsdelen Haga (1,5 km) (från och med 2007).
Trafikplats Ljungarum var fram till 2007 en trafikplats av klöverbladstyp, i princip en motorvägskorsning. Till skillnad från brukligt mynnar klöverbladskurvorna direkt på motorvägen. Trafiken ur en klöverbladskurva ska då korsa trafiken som ska in i nästa klöverbladskurva, samtidigt som trafiken rakt fram också påverkar. Den ökande trafikmängden har skapat problem i och med detta. Den har blivit ombyggd under 2007 (på det billigaste sättet) så att de som ska från Helsingborg mot Göteborg/Mariestad får svänga i en rondell i norra delen av trafikplatsen. Motsvarande klöverblad har tagits bort. Då fick E4 söderut fri väg till sitt klöverblad. Det fanns planer på en egen ramp för E4 söderut genom trafikplatsen i så kallad malteserkorsstil. Det var dock mycket dyrare.
Trafikverket planerar att bygga om trafikplatsen kring år 2028-2031 i syfte att öka kapaciteten och minska köbildningen. Trafikplatsen planeras att bli en motorvägskorsning där både E4 och väg 40 blir genomgående motorvägar med vardera två körfält i varje riktning. Den tredje fjärrelationen mellan E4S och väg 40V får direktramper. Det blir en fjärde koppling in och ut från centrum. Trafikplatsen är också anpassad för den koppling mot Barnhemsgatan som kommunen planerar. I södergående riktning blir det en parallellkörbana till Trafikplats Råslätt. Trafik från E4 norrifrån mot trafikplats Råslätt får svänga av E4 redan i trafikplats Ljungarum och fortsätta på parallellkörbanan söderut och korsar trafiken från väg 40V mot E4S planskilt istället för att behöva växla i plan med denna relation. 